# The Edge of the Law

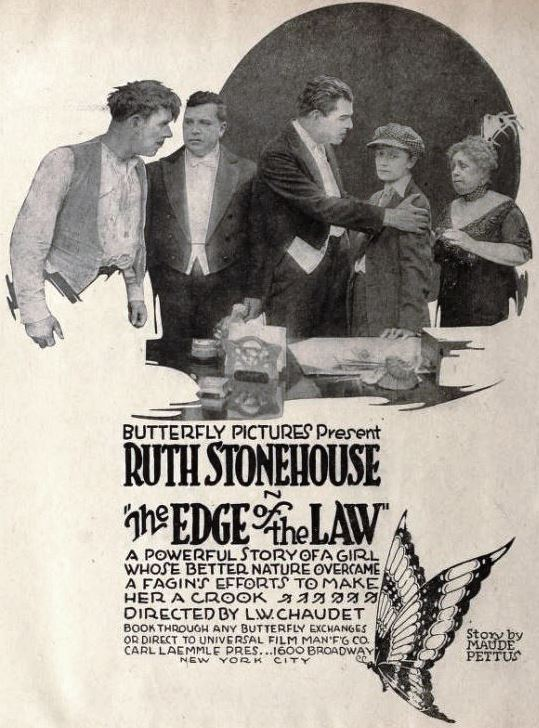
Annonce pour le film dans Universal Weekly.

The Edge of the Law est un film américain réalisé par Louis Chaudet, sorti en 1917.

## Fiche technique
- Réalisation : Louis Chaudet[1]
- Scénario : Harvey Gates, Maude Pettus
- Production : Universal Pictures
- Distributeur : Universal Pictures
- Durée : 50 minutes (5 bobines)[2]
- Date de sortie : 24 septembre 1917

## Distribution
- Ruth Stonehouse : Nancy Glenn
- Lloyd Whitlock : Ralph Harding

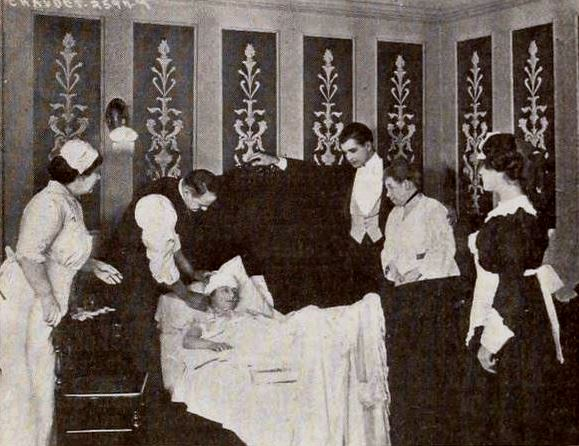
Une scène du film, avec Ruth Stonehouse dans le lit.

- Lydia Yeamans Titus : Mrs. Harding
- Harry Dunkinson :: Spike
- M.W. Testa : Pop Hogland
- Jack Dill : Pliny Drew
- Betty Schade : Stella Farnsworth